# 万象更新
万象更新是以象为主体图案的吉祥纹饰。画面通常为大象驮着一盆万年青或者象身上的披巾上刻着一个“万”字。古人认为象为瑞兽，很早的时候便有地方向朝廷进贡象的记载。《魏书》卷十二记载：“元象元年（538年）正月，有巨象自至砀郡陂中，南兖州获送于邺。丁卯，大赦，改元。”万年青为常绿吉祥植物，又有“新”的意思，借用其谐音从而构成万象更新吉祥纹样。“万象更新”常用于家具装饰，在建筑石刻图像上也较为常见。寓意万物都有新的景象，是吉祥、幸福的祝福。在农历春节时，也含有人们对新的一年的祈盼之意。

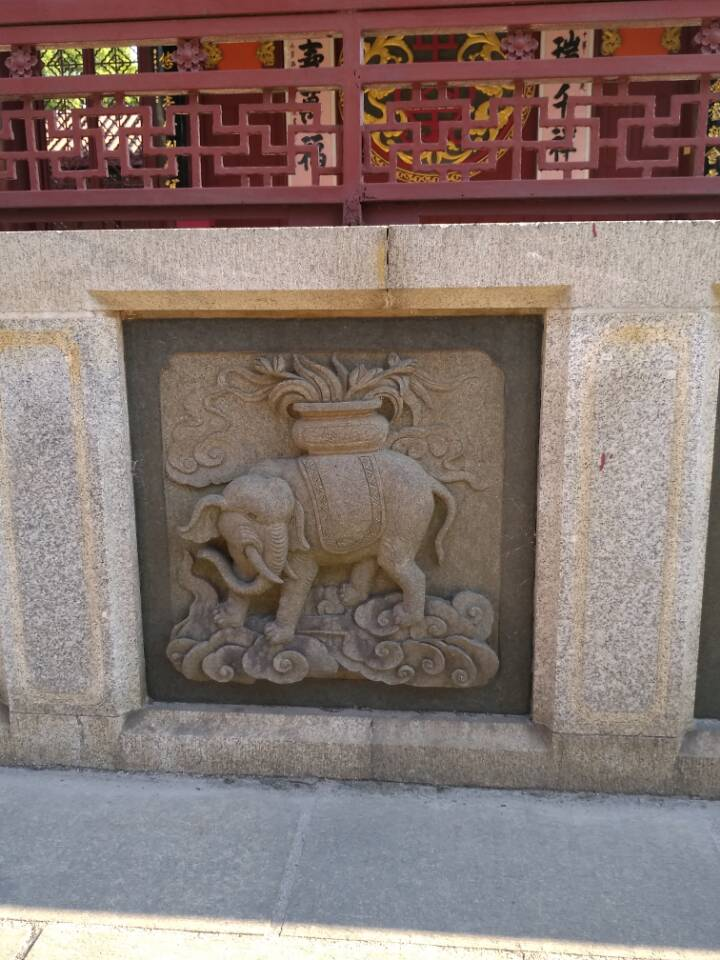
南昌象湖万寿宫“万象更新”石雕